# Melanopolia cotytta
Melanopolia cotytta là một loài bọ cánh cứng trong họ Cerambycidae.